# La Mosca Tsé-Tsé
La Mosca Tsé-Tsé (Ла мо́ска цеце́, «Муха цеце»), или просто La Mosca, — рок-группа из Аргентины.
Группа названа по популярной карточной игре (муха или мушка), а «цеце» — отсылка к африканской мухе цеце.
Была основана в 1995 году бывшим частником группы La Reggae & Roll Band ударником Фернандо Кастро и бывшим гитаристом группы Damas Gratis Гильермо Новеллисом. В 1997 году группа подписала контракт с EMI и в марте 1998 года выпустила первый альбом.
Группа является обладателем ежегодно присуждаемой Испанской фонографической и видеографической ассоциацией премии Amigo за 2000 год.